# Sinan Bolat
Sinan Bolat (Kayseri, 3 september 1988) is een Turks-Belgisch voetballer die dienstdoet als doelman. Hij verruilde in augustus 2020 Antwerp voor KAA Gent. Bolat heeft voor de jeugd van België gespeeld maar debuteerde in 2009 in het Turks voetbalelftal. Sinds 2022 staat hij onder contract bij KVC Westerlo. In het voorjaar van 2025 is de doelman verhuurd aan het Turkse Kasımpaşa.

## Biografie

### Jeugd
Bolat sloot zich in 1992 aan bij provincialer Zonhoven VV. Sinan Bolat startte in het seizoen 1996/1997 bij eersteklasser KRC Genk waar hij onder leiding van keeperstrainer Guy Martens uitgroeide tot een groot talent. In 2005 maakte hij, op 17-jarige leeftijd, de overstap van de jeugdelftallen naar het eerste van Genk.

### KRC Genk
Doordat Racing Genk in de voorbereiding van het seizoen 2006-2007 besliste om de jeugd een kans te geven, werd hij tweede doelman na de 21-jarige doelman Logan Bailly. In dit seizoen maakte Bolat zijn debuut op het hoogste niveau.
Begin augustus 2008 werd hij gedegradeerd tot derde doelman, omdat hij weigerde zijn contract (tot medio 2009) te verlengen bij Genk. Hij had echter de kans om te wedijveren met Davino Verhulst voor eerste doelman, omdat in de zomer van 2008 al duidelijk was dat de regerende eerste doelman Bailly op een transfer aasde.

### Standard Luik
Eind december 2008 maakte hij dan de overstap naar Standard Luik, waar hij zich al snel belangrijk maakte. Op 16 mei 2009 tijdens de laatste speeldag van de Jupiler Pro League tegen KAA Gent stond Bolat in het doel. In de blessuretijd voorkwam hij dat RSC Anderlecht de titel won door een penalty te pakken, die getrapt werd door Bryan Ruiz. Hierdoor bleef Standard Luik in de running voor de titel en kwamen er matchen, waarin Standard voor het tweede opeenvolgende jaar de titel greep.
De uitwedstrijd tegen Anderlecht, waarin Bolat basisspeler was, eindigde op 21 mei 2009 op 1-1. Na een eerste match speelde Standard op 24 mei 2009 de thuiswedstrijd tegen Anderlecht. Dit keer won Standard met 1-0 van Anderlecht, waardoor Standard voor de tiende keer kampioen van België werd.
Op woensdag 9 december 2009 was Bolat weer belangrijk voor Standard. In de Champions League-wedstrijd tegen AZ wist hij in de laatste minuut van de wedstrijd de 1-1 te scoren met het hoofd. Hierdoor kwalificeerde Standard zich ten koste van AZ voor de Europa League na de winterpauze.
In november 2010 tijdens de topper tegen Club Brugge liep Bolat een zware blessure op aan de knie. Hij scheurde zijn kruisbanden en kon enkele maanden niet spelen. In zijn eerste topper na zijn lange blessure tegen Genk werd Bolat de eerste 38 minuten van de match uitgefloten door de aanhang van zijn ex-ploeg. Het boegeroep werd in de 38ste minuut van de wedstrijd vervangen door lachende Genkfans wanneer Bolat het veld moet verlaten na een rode kaart.
In het seizoen 2011/12 raakte Bolat ernstig geblesseerd aan zijn knie. Door zijn blessure zag hij een eventuele transfer naar de Turkse topclub Beşiktaş JK in het water vallen. Bij de start van het seizoen 2012/13 was Bolat nog steeds niet fit, Standard trok echter al wel een vervanger voor Bolat aan: Eiji Kawashima. Bolat zelf revalideerde ondertussen bij het Engelse Fulham FC, dat zou in januari 2013 hem willen kopen als vervanger voor Mark Schwarzer. De transfer ging uiteindelijk niet door, en dus bleef Bolat bij Standard.

### FC Porto
Na het seizoen 2012/2013 eindigde Bolats contract bij Standard. Hierop tekende hij in juli een contract tot medio 2018 bij FC Porto. Hij moest hier de strijd aangaan met Helton da Silva Arruda voor de positie van eerste doelman. Ook werd hij er herenigd met ex-ploegmaats Steven Defour en Eliaquim Mangala. In zijn eerste seizoen kon Bolat niet overtuigen. Daarom werd hij in januari voor de rest van het seizoen verhuurd aan Kayserispor. Porto verhuurde Bolat gedurende het seizoen 2014/15 vervolgens aan Galatasaray en gedurende 2015/16 aan Club Brugge. Dat bedong tevens een optie tot koop. Bij Club werd Bolat gehaald als vervanger van de naar Valencia CF vertrokken Mathew Ryan, maar hij kon nooit overtuigen. In het seizoen 2016/17 verhuurde Porto de doelman achtereenvolgens aan CD Nacional en FC Arouca.

### Antwerp
In de zomer van 2017 keerde Bolat terug naar de Belgische competitie. Hij tekende een contract voor drie seizoenen bij Antwerp. Na drie jaar besliste hij om zijn contract bij Antwerp niet te verlengen. In die drie seizoenen had hij er 117 wedstrijden gespeeld en 35 keer de nul gehouden.

### KAA Gent
In augustus 2020 tekende de doelman een contract voor twee seizoenen bij KAA Gent. Hij werd er herenigd met coach László Bölöni, met wie hij reeds samenwerkte bij Standard en Antwerp.

## Clubstatistieken
| Seizoen | Club          | Competitie         | Competitie | Competitie | Beker | Beker | Internationaal | Internationaal | Totaal | Totaal |
| Seizoen | Club          | Competitie         | Wed.       | Dlp.       | Wed.  | Dlp.  | Wed.           | Dlp.           | Wed.   | Dlp.   |
| ------- | ------------- | ------------------ | ---------- | ---------- | ----- | ----- | -------------- | -------------- | ------ | ------ |
| 2006/07 | KRC Genk      | Jupiler Pro League | 1          | 0          | 1     | 0     | —              | —              | 2      | 0      |
| 2007/08 | KRC Genk      | Jupiler Pro League | 4          | 0          | 0     | 0     | 0              | 0              | 4      | 0      |
| 2008/09 | Standard Luik | Jupiler Pro League | 9          | 0          | 0     | 0     | 1              | 0              | 10     | 0      |
| 2009/10 | Standard Luik | Jupiler Pro League | 31         | 0          | 2     | 0     | 12             | 1              | 45     | 1      |
| 2010/11 | Standard Luik | Jupiler Pro League | 24         | 0          | 3     | 0     | —              | —              | 27     | 0      |
| 2011/12 | Standard Luik | Jupiler Pro League | 33         | 0          | 3     | 0     | 13             | 0              | 49     | 0      |
| 2012/13 | Standard Luik | Jupiler Pro League | 0          | 0          | 0     | 0     | —              | —              | 0      | 0      |
| 2013/14 | FC Porto      | Primeira Liga      | 0          | 0          | 0     | 0     | —              | —              | 0      | 0      |
| 2013/14 | → Kayserispor | Süper Lig          | 14         | 0          | 0     | 0     | —              | —              | 14     | 0      |
| 2014/15 | → Galatasaray | Süper Lig          | 2          | 0          | 9     | 0     | 1              | 0              | 12     | 0      |
| 2015/16 | → Club Brugge | Jupiler Pro League | 3          | 0          | 0     | 0     | 2              | 0              | 5      | 0      |
| 2016/17 | → CD Nacional | Primeira Liga      | 0          | 0          | 1     | 0     | —              | —              | 1      | 0      |
| 2016/17 | → FC Arouca   | Primeira Liga      | 13         | 0          | 0     | 0     | —              | —              | 13     | 0      |
| 2017/18 | Antwerp FC    | Jupiler Pro League | 37         | 0          | 2     | 0     | —              | —              | 39     | 0      |
| 2018/19 | Antwerp FC    | Jupiler Pro League | 41         | 0          | 1     | 0     | —              | —              | 42     | 0      |
| 2019/20 | Antwerp FC    | Jupiler Pro League | 27         | 0          | 5     | 0     | 4              | 0              | 36     | 0      |
| 2020/21 | KAA Gent      | Jupiler Pro League | 33         | 0          | 2     | 0     | 2              | 0              | 37     | 0      |
| 2021/22 | KAA Gent      | Jupiler Pro League | 25         | 0          | 4     | 0     | 10             | 0              | 39     | 0      |
| 2022/23 | KVC Westerlo  | Jupiler Pro League | 36         | 0          | 0     | 0     | —              | —              | 36     | 0      |
| 2023/24 | KVC Westerlo  | Jupiler Pro League | 10         | 0          | 0     | 0     | —              | —              | 10     | 0      |
| TOTAAL  | TOTAAL        | TOTAAL             | 309        | 0          | 33    | 0     | 45             | 1              | 387    | 1      |

 Bijgewerkt tot 10 november 2020

## Palmares
| Standard Luik       |    |         |
| Belgisch kampioen   | 1x | 2008/09 |
| Beker van België    | 1x | 2010/11 |
| Belgische Supercup  | 1x | 2009    |
| Galatasaray SK      |    |         |
| Turks Landskampioen | 1x | 2014/15 |
| Turkse Beker        | 1x | 2014/15 |
| Club Brugge         |    |         |
| Belgisch kampioen   | 1x | 2015/16 |
| KAA Gent            |    |         |
| Beker van België    | 1x | 2021/22 |

## Nationaal elftal
Bolat werd in 2009 voor het eerst geselecteerd voor het Turkse nationale voetbalelftal. Hij werd hier tweede doelman achter Volkan Demirel.